# Langage de balisage des émotions
Un Langage de balisage des émotions (EML ou EmotionML) est défini par le W3C Emotion Incubator Group (EmoXG) comme un Langage de balisage, d'annotation et de représentation des émotions, qui devrait être utilisable dans une grande variété de contextes technologiques dans lesquels il est nécessaire de représenter les émotions.

## Description
L'informatique affective prend de l'importance avec le développement de systèmes technologiques de plus en plus sophistiqués. La représentation des états émotionnels d'un utilisateur ou les états d'émotion à simuler par une Interface utilisateur exige un format de modélisation adapté.
Il n'existe pas de langage de balisage des émotions standard même si plusieurs langages ont été proposés aucun n'a acquis l’adhésion des chercheurs ou a été construit de façon suffisamment générique..

## Historique
- 2006, le W3C Incubator Group[1] crée un premier groupe de travail nommé le Emotion Incubator Group (EmoXG) pour "investiguer un langage pour représenter les états émotionnels des utilisateurs ou les états émotionnels simulés par des interfaces"[2].
- 2007, à la suite du rapport final du 10 juillet 2007[3] le Groupe de travail sur le balisage des émotions (EmotionML XG)  est créé pour faire suite au groupe d'incubation des émotions pour "proposer un premier jet de spécification pour un Langage de balisage pour les émotions et pour le documenter sous une forme accessible aux non experts et pour en illustrer l'utilisation conjointement avec d'autres langages de balisage"[4].
- 2008, Le rapport final Éléments d'un EmotionML 1.0, est publié le 20 novembre 2008[5]
- 2011, Un premier rapport public est édité le 7 avril 2011[6],[7]